# Las asistentes sociales de la Vicaría de la Solidaridad. Una historia profesional (1973-1983)
Las asistentes sociales de la Vicaría de la Solidaridad. Una historia profesional (1973-1983) es un libro fruto de una investigación realizada por la historiadora María Soledad Del Villar Tagle. El libro fue publicado el año 2018 por la editorial de la Universidad Alberto Hurtado. Esta obra relata la defensa de los derechos humanos que realizó un grupo de mujeres, trabajadoras sociales de la Vicaría de la Solidaridad, con el objetivo de recibir, acompañar y dar respuesta a los familiares de las personas que sufrieron la represión de la dictadura de Augusto Pinochet en Chile.

## Una historia de mujeres valientes
Como consecuencia de la violación a los derechos humanos cometidos en Chile tras el golpe militar de 1973, muchas personas se acercaron a las parroquias en busca de consuelo, protección y apoyo ante las dramáticas circunstancias que los afectaban. En este contexto, representantes de la Iglesia Católica; y protestantes crearon el Comité Pro Paz, el 6 de octubre de 1973. Esta organización inició su trabajo entregando asistencia social y jurídica, a todos aquellos tenían un familiar que sufrió la persecución política. Es en esta tarea donde inició su labor un grupo de mujeres veiteañeras, de profesión asistentes sociales, quienes tuvieron la labor de recibir a estos familiares que exigían una respuesta por la desaparición y detención de sus seres queridos. 
Luego del cierre del Comité en 1975, el Cardenal Raúl Silva Henríquez ordenó la creación de la Vicaría de la Solidaridad, este organismo continuó el trabajo del Comité de recibir a los familiares de los perseguidos por la dictadura. 
En la Vicaría las asistentes sociales trabajaron en distintas áreas de servicio. En el Departamento Jurídico cuya función era la atención solidaria y personalizada, sin discriminación política ni religiosa, de los familiares de los detenidos por la dictadura. La labor de las asistentes sociales era la recepción de los familiares, la contención como la explicación del proceso legal que luego realizaban los abogados de la Vicaría. Se entregó defensa judicial realizando denuncias en favor de las víctimas de tortura. La rigurosidad del Departamento Jurídico en la acción judicial, hizo posible un archivo de casos de violación a los derechos de las personas por parte de la dictadura.  
Otra área de trabajo para las asistentes sociales fue el Departamento de Zonas que realizaba un trabajo en las poblaciones de Santiago gestionando programas de apoyo a la subsistencia como ollas comunes y talleres artesanales de arpilleras.
El libro “Las asistentes sociales de la Vicaría de la Solidaridad. Una historia profesional” viene a reconstruir la historia de ese trabajo realizado por las asistentes sociales de la Vicaría. Un relato que nace desde la lectura de los Archivos del organismo como a diversas entrevistas realizadas a extrabajadoras. Se hace justicia de revelar estos testimonios de mujeres, dado que generalmente al hablar de la Vicaría según la autora "en la gran mayoría de los relatos se destaca la labor de obispos, vicarios y/o abogados, omitiendo la labor de las mujeres que sostuvieron en el día a día las acciones de la Vicaría de la Solidaridad". Se trata de una investigación que da cuenta cómo las mujeres se transformaron en el rostro visible de la labor de la Vicaría ante las víctimas: “A ellas les tocó escuchar muchas historias de dolor, sobre todo, las que trabajaron en el departamento jurídico con personas que estaban siendo víctimas de represión política. Muchas de ellas, luego del Golpe de Estado, son despedidas de sus trabajos y de las universidades. Es decir, no encuentran donde trabajar, no pueden terminar sus estudios y llegan al Comité y a la Vicaría buscando un trabajo, queriendo ayudar y se convierten en defensoras de los derechos humanos de manera casi inesperada”, comenta la historiadora María Soledad del Villar Tagle. “Sin embargo, hubo un trabajo profesional muy sistemático y muy diverso. Trabajar en la Vicaría supuso tener un compromiso con una causa que iba más allá de simplemente ir a marcar tarjeta e ir a hacer mi pega. Suponía enfrentarse directamente en contra una dictadura militar y, por lo mismo, se dio mucha solidaridad y compañerismo. Hay amistades que surgieron en ese periodo y que se mantienen hasta hoy”.
Para las asistentes sociales la Vicaría de la Solidaridad se transformó en un refugio profesional, en el que continuaban vivos los compromisos de las trabajadoras. “Ese fue un espacio en el cual ellas podían desarrollar su profesión, un espacio donde también esa profesión tuvo que adaptarse a problemas sociales nuevos. Entonces, fue un espacio de mucha creatividad profesional y compromiso ético”.
En esta investigación se relata como las mujeres durante los años de la dictadura fueron protagonistas de los hechos narrados "la gran mayoría de las personas que participaron en las organizaciones populares y agrupaciones de derechos humanos amparadas por la Vicaría fueron mujeres. Mujeres familiares de víctimas de la represión política, mujeres pobladoras y mujeres profesionales como las asistentes sociales" Para la historiadora es importante recalcar que este trabajo fue realizado por un grupo de mujeres jóvenes: “En ese periodo, quienes más se organizaron para resistir a la dictadura militar en distintos frentes, fueron las mujeres. Si uno va a las agrupaciones de familiares de víctimas, la mayoría de las que llevan las agrupaciones son mujeres, si uno va a las organizaciones de base, populares, en las poblaciones, en los corredores infantiles, en los talleres de cesantes, las comunidades de base. En todas esas organizaciones de base las protagonistas son las mujeres.  A mí eso fue algo que me motivó para reconstruir esta historia”.

## Presentación del libro
El libro “Las asistentes sociales de la Vicaría de la Solidaridad. Una historia profesional” fue presentado en la Universidad Alberto Hurtado el día 13 de agosto de 2019, con asistencia de un grupo de exfuncionarias de la Vicaría, asistentes sociales cuyo trabajo está narrado en la obra. La publicación, fue presentada por la autora María Soledad Del Villar y comentado por las académicas Ana María Stuven, profesora de la Universidad Católica de Chile y Elizabeth Lira, decana de la Facultad de Psicología UAH y Premio Nacional de Humanidades 2017.

## Sobre la autora
María Soledad Del Villar Tagle es licenciada en Historia de la Pontificia Universidad Católica de Chile y magíster en Historia Contemporánea de la Universidad Alberto Hurtado. Actualmente cursa un magíster en Teología en Boston College, EE. UU. Sus intereses académicos se centran en la relación entre religión y política en el mundo contemporáneo, tanto desde una perspectiva histórica como teológica, además de las historias y teologías feministas y de mujeres. Forma parte del Programa Interdisciplinar de Memoria y Derechos Humanos de la UAH. Es columnista en la web Territorio abierto y colaboradora de la revista Mensaje.